# 岩屋站 (兵庫縣)

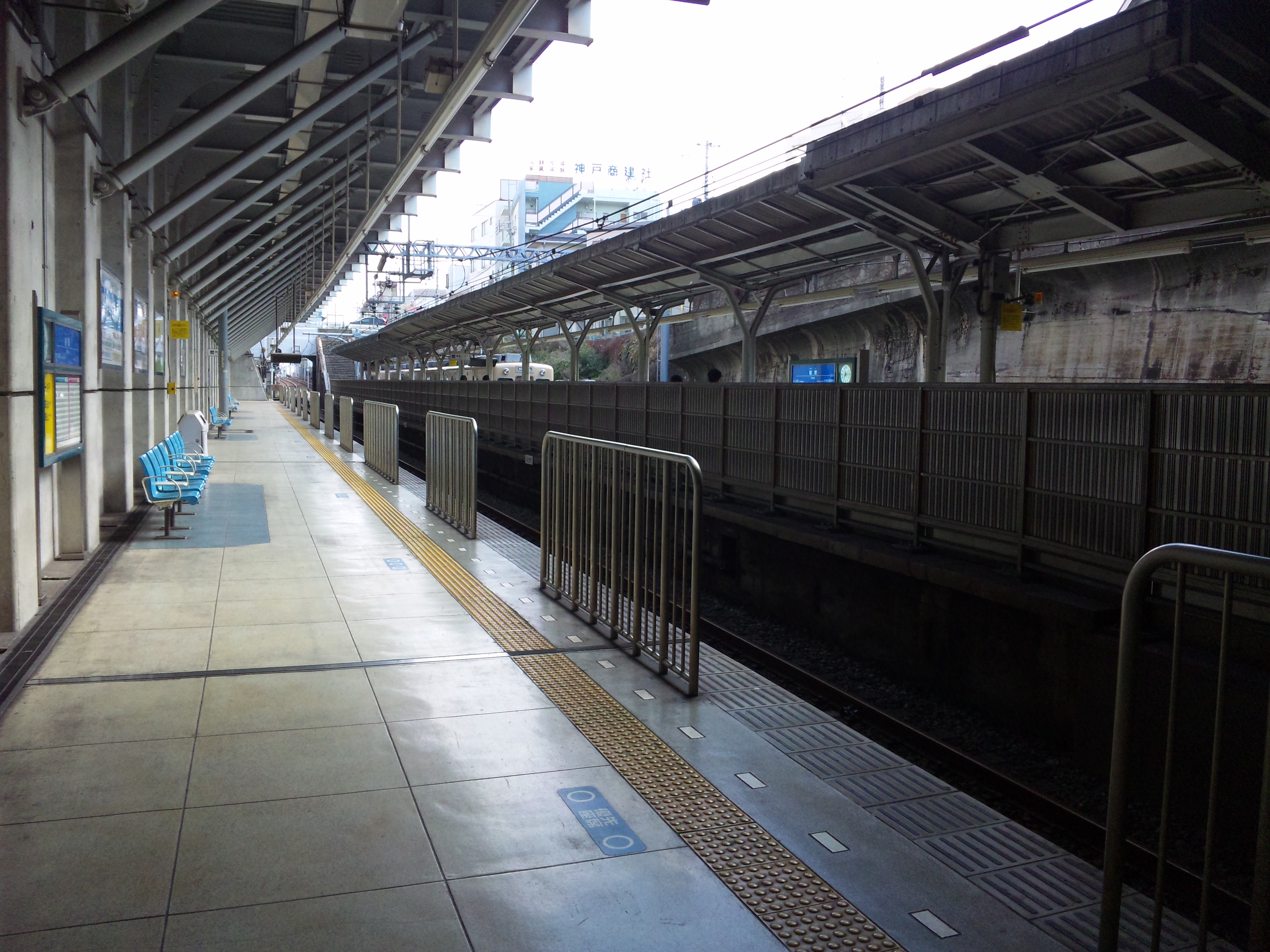
月台（2010年2月21日）

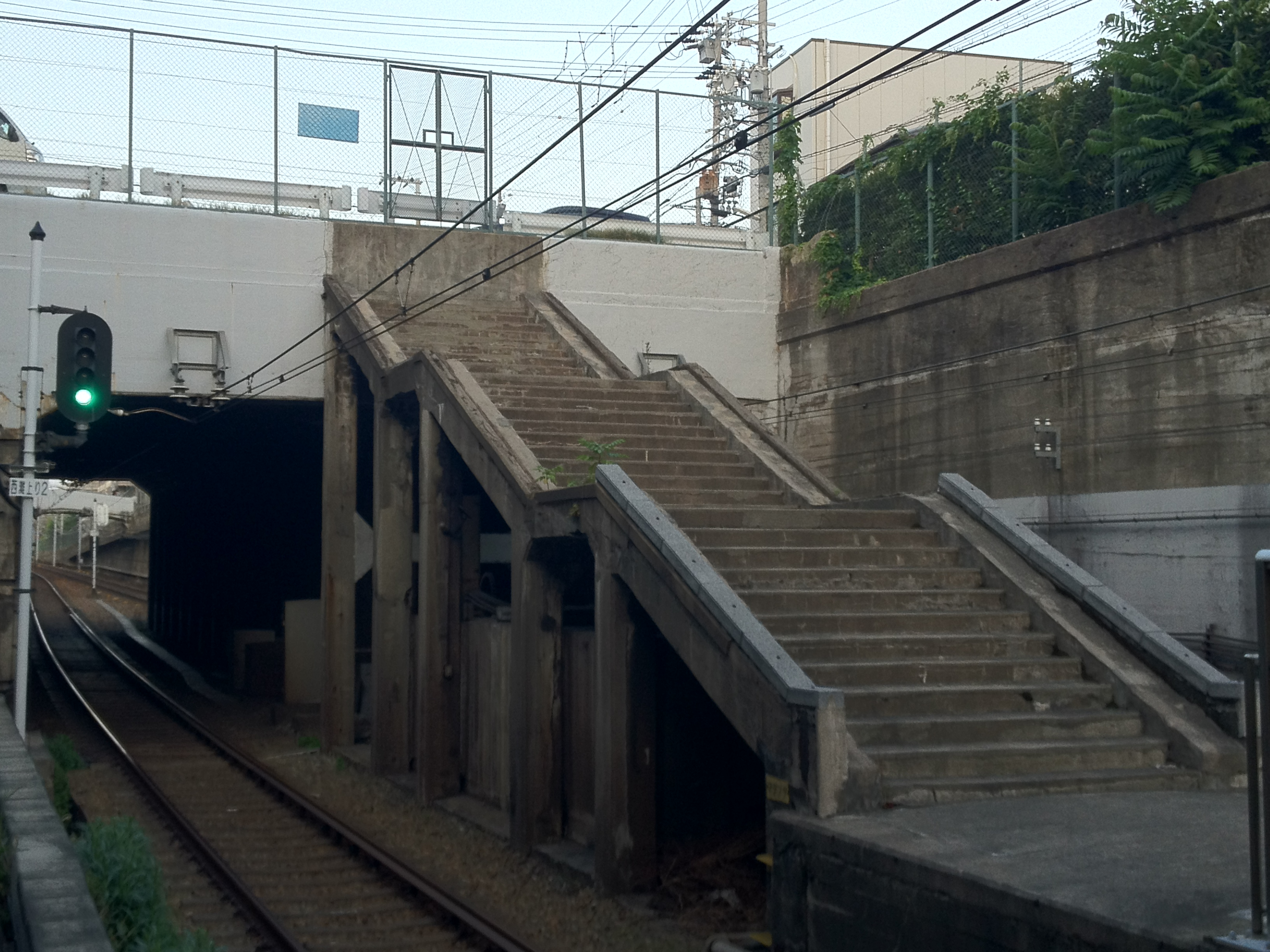
東出口的樓梯遺址（2012年6月10日）

岩屋站（日语：／ Iwaya eki */?）是位於兵庫縣神戶市灘區岩屋北町四丁目1番1號，阪神電氣鐵道本線的車站。車站編號為「HS30」。2011年3月15日起，此站附加了「兵庫縣立美術館前」副站名。

## 歷史

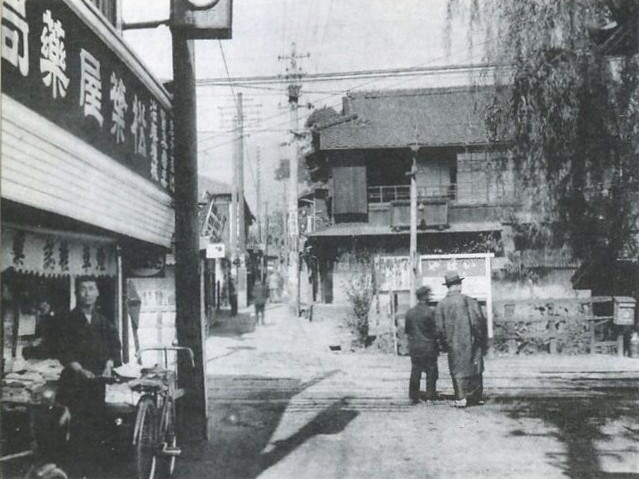
岩屋停留所。在站名牌上書寫上「いはや」。

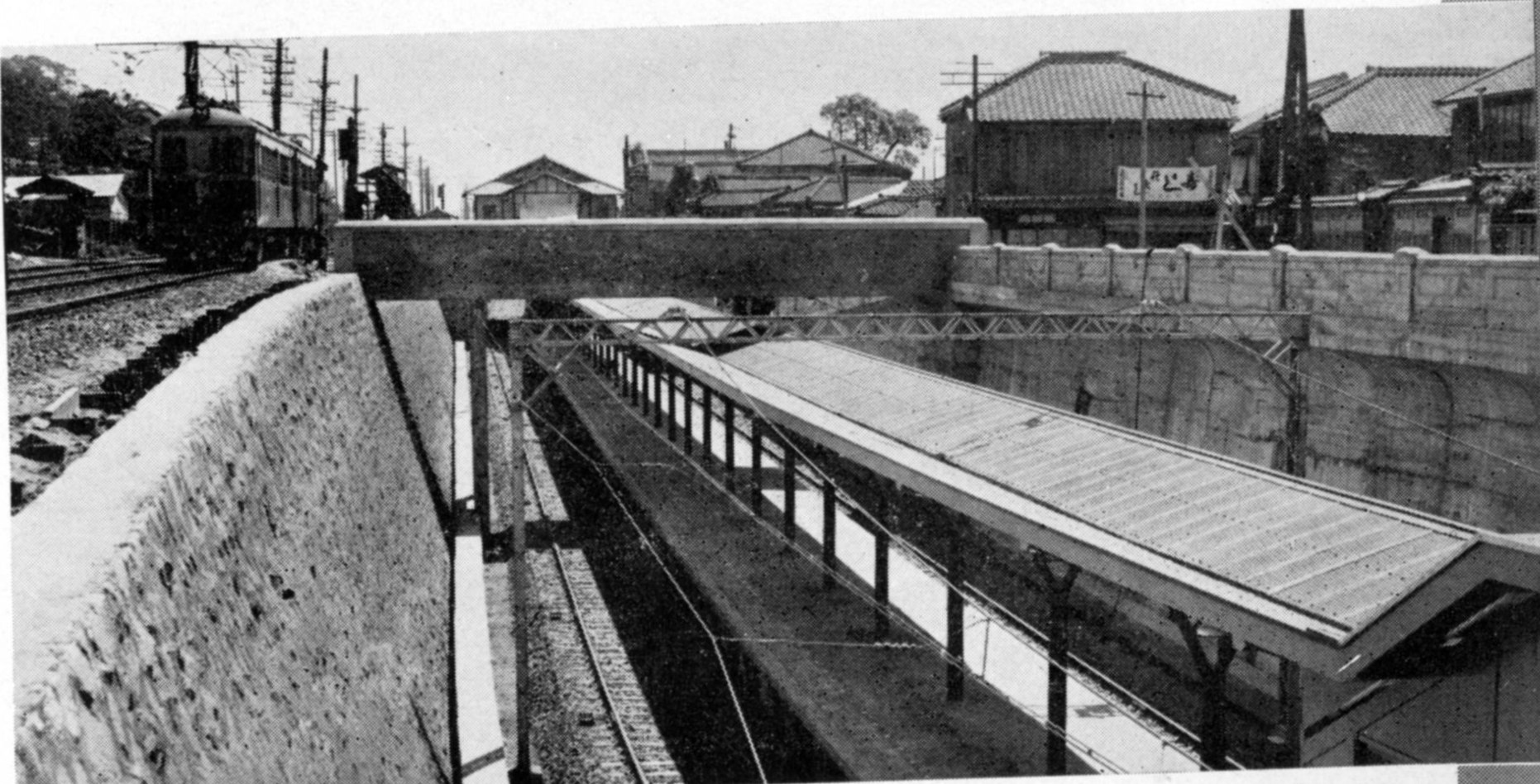
準備使用的岩屋站（右方半地下車站）與左邊臨時路軌。（1933年）

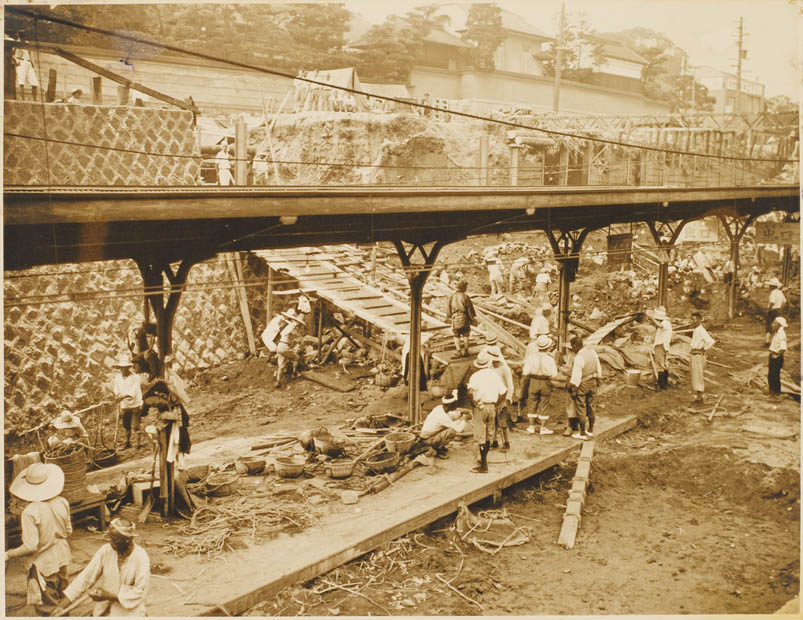
阪神水災中受損的岩屋站(1938年)

- 1905年（明治38年）4月12日 - 阪神本線開業，此站啟用[1]。
- 1933年（昭和8年）6月17日 - 此站以西區間改用地下路段[1]。
- 1938年（昭和13年）7月5日 - 發生阪神水災（日语：阪神大水害），使此站受損，本線不能通行。在7月22日西灘至三宮之間重開，8月16日全線重開[3]。
- 1945年（昭和20年）3月16日 - 月台上蓋被空襲受損[4]。
- 1968年（昭和43年）4月7日 - 開設由山陽電氣鐵道經神戶高速鐵道東西線直通至前往大石站的班次。
- 1995年（平成7年）
  - 1月17日 - 發生阪神大地震，包括此站之內的阪神本線暫停營業[1]。
  - 2月20日 - 此站至三宮站之間重開，此站重開[1]。
  - 3月1日 - 西灘站至此站之間重開[1]（在同年6月26日全線重開）。
- 1998年（平成10年）
- 1998年（平成10年）2月15日 - 山陽電氣鐵道山陽特急駛入阪神本線的班次縮短至三宮站。此站停站的山陽列車只有S特急和普通。
  - 7月1日 - 只於早上上行設有班次的急行列車停站。
- 1999年（平成11年）8月27日 - 開展鐵道站綜合改善項目，此站開始車站設施改善工程。並把車站相關設施轉讓至神戶高速鐵道。
- 2001年（平成13年）
  - 3月10日 - 山陽電氣鐵道S特急與普通駛入阪神本線的班次縮短至三宮站。此站沒有山陽營業列車停站。另外，當日起快速急行和急行停站。
  - 6月22日 - 新設上行月台（梅田方向），在此之前只有1面2線的月台，在此之後改為2面2線。而原來的月台改為下行專用。
  - 8月31日 - 隨著車站大樓重建和遷移，車站設施改善工程完成。
- 2009年（平成21年）3月20日 - 快速急行不再停站（同時急行不再駛入此站），所有優等列車（日语：優等列車）均通過。
- 2011年（平成23年）3月15日 - 加入「兵庫縣立美術館前」副站名。
- 2014年（平成26年）4月1日 - 引入車站編號[5][6]。

## 車站構造
曾經此站設有1面2線的島式月台。在阪神大地震後，車站南邊開始再次發展「HAT神戶」，同時在1999年至2001年遷移車站大樓，以及進行改善工程。在改善工程後，車站設有2面2線的單式月台，設有升降機和電梯。車站設有轉轍器和絶對信號機，被定義為停留所。月台可容納6卡編成的19m級的阪神、山陽電氣鐵道車輛，月台長度為120米，6卡21m級的近畿日本鐵道車輛不可停此月台。另外，由於月台上設置了3門車專用的月台柵欄（阪神和山陽列車），4門車(近鐵列車)不能使用此月台。
在2001年秋天，此站被受到國土交通省要求，試驗裝設固定式的「防墜欄」，截至2011年，其他阪神車站沒有安裝同類柵欄。但是在大阪梅田站裝修工程後，月台上將設置了月台柵欄。
現時車站閘口只有西邊1處，曾經在東邊也設有閘口。現時下行月台（曾經為島式月台）於梅田一方的終端曾經設有連接道路旁的樓梯，該樓梯曾經為連接東出口的通道。
在地面車站時代，那車站位於現時半地下車站的東邊，而地面車站的閘口也是在東邊。在戰時，西口主要連接神戶製鋼，有許多在該處上班的通勤人員會使用西出口通勤，同時也可利用西出口前往國鐵灘站，相對東出口較少人使用。隨後在戰後由於自然災害關係，東出口被廢止，只留下樓梯。該樓梯在東出口廢止後一直沒有使用，直至發生阪神大地震後，在設有代行巴士後成為臨時進出車站通道。在1999年開展改善工程後，再沒有使用樓梯。
在車站西邊隧道出入口右邊設有寫上「和風通」（三宮方向）和「技補天」（梅田、大阪難波方向）的匾額。

### 月台
| 月台 | 路線 | 上下行 | 方向                               |
| ---- | ---- | ------ | ---------------------------------- |
| 1    | 本線 | 上行   | 尼崎、大阪（梅田）、難波、奈良方向 |
| 2    | 本線 | 下行   | 神戶（三宮）、明石、姬路方向       |

- 在站內沒有標記月台編號。在官方網站的站內圖、「阪神App」中設有標示月台編號，上行方向為1號月台，下行方向為2號月台。

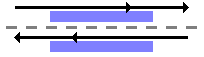
岩屋站配線略圖
←梅田方向　三宮方向→
參考資料

## 使用狀況
在2007年度平均每日上下車人次為9,804人。比西邊鄰站春日野道站較少。

## 車站周邊
- Shimabun大廈
  - BB Plaza美術館（日语：BBプラザ美術館）
- HAT神戶（日语：HAT神戸）[1]
  - 神戶製鋼所總部
  - 國際協力機構兵庫國際中心（JICA兵庫）
  - WHO健康開發綜合研究中心（WHO神戶中心、WKC）[1]
  - 兵庫縣立美術館[1]
  - 人與防災未來中心（日语：人と防災未来センター）[1]
    - 人未來館（日语：ひと未来館）
    - 防災未來館（日语：防災未来館）
- 敏馬神社（日语：敏馬神社）[1]
- 灘站 - 西日本旅客鐵道（JR西日本）東海道本線（JR神戶線）（北方約200米）[1]
- 王子公園站 - 阪急電鐵神戶本線（東北約700米）
- 神戶文學館
- 神戶脇浜郵局
- 神戶市立科學技術高等學校（日语：神戸市立科学技術高等学校）
- 神戶市立神戶工科高等學校（日语：神戸市立神戸工科高等学校）
- 神戶市立青陽東養護學校
- 神戶朝鮮初中級學校（日语：神戸朝鮮初中級学校）

## 巴士路線
- 阪神巴士（日语：阪神バス）
  - 西宮神戶線（日语：阪神バス#西宮神戸線） 敏馬和敏馬神社前巴士站（均於國道2號上）：前往阪神西宮／神戶稅關前
- 神戶市巴士　
  - 100系統（日语：神戸市バス石屋川営業所#100系統） 阪神岩屋巴士站（站南邊）：HAT神戸方向/前往六甲道站
- 港觀光巴士（日语：みなと観光バス (神戸市)）
  - 摩耶View線坂巴士（日语：みなと観光バス (神戸市)#まやビューライン坂バス） 阪神岩屋駅前巴士站（站北邊）：水道筋（日语：水道筋）、摩耶索道下方向[11]

## 相鄰車站
阪神電氣鐵道
 本線
■■直通特急、■特急、■快速急行
通過
■普通
西灘（HS29）－岩屋（HS30）－春日野道（HS31）
* 在地上車站時代，春日野道站與此站之間曾設有脇濱站，

## 注腳
1. 1 2 3 4 5 6 7 8 9 10 11 12 13 14 15 16 17 18  . 神戶新聞綜合出版中心. 2012-12-10: 28. ISBN 9784343006745.
2. ↑  阪神「岩屋駅」駅名看板に「兵庫県立美術館前」の名称を追記しますPDF - 阪神電氣鐵道 2011年3月15日
3. ↑  《輸送奉仕の五十年》(阪神電氣鐵道，1955年)P.200(年表)。在P.97記載收復工程內容。
4. ↑  《阪神電気鉄道八十年史》P.550
5. ↑   (PDFlink) (新闻稿). 阪神電気鉄道株式会社. 2013-04-30  [2016-04-08]. （原始内容存档 (PDF)于2019-06-17）.
6. ↑  . 読売新聞（大阪朝刊） (読売新聞大阪本社). 2014-03-20: p.32.
7. ↑  .   [2020-05-09]. （原始内容存档于2009-03-28）.
8. ↑  關西之鐵道 通卷22號「1990新春号　阪神電気鉄道特集」P34
9. ↑  .   [2009-03-12]. （原始内容存档于2009-03-12）.
10. ↑  . 図説 日本の鉄道. 川島令三編著. 講談社. 2009. ISBN 978-4-06-270017-7. 27頁
11. ↑   (PDF).   [2020-05-09]. （原始内容 (PDF)存档于2013-05-14）.

## 外部連結
- 岩屋（路線圖、車站資訊） - 阪神電氣鐵道